# Grand Prix-wegrace van Groot-Brittannië
De Grand Prix van Groot-Brittannië voor motorfietsen is een motorsportrace die sinds 1977 wordt verreden en sindsdien meetelt voor het wereldkampioenschap wegrace. Het evenement vindt plaats op het circuit van Silverstone.
Hoewel Groot-Brittannië als bakermat van de wegrace geldt, was er tot 1977 geen officiële Grand Prix van Groot-Brittannië in de wereldkampioenschapscyclus. Daarentegen telde de op het eiland Man georganiseerde Tourist Trophy van 1949 tot 1976 mee voor het wereldkampioenschap. Tussen 1977 en 1986 werd de Grand Prix verreden op Silverstone, daarna verhuisde het evenement naar Donington Park om aldaar tot en met 2009 te worden verreden. In 2010 keerde de race terug op een gewijzigd Silverstone-circuit. In 2015 zou de race terugkeren naar Donington Park, voor een geplande wissel naar het nieuwe Circuit of Wales in 2016. Door vertragingen aan het werk aan dit nieuwe circuit en financiële problemen voor Donington werd de race nog voor minimaal drie jaar op Silverstone gehouden.

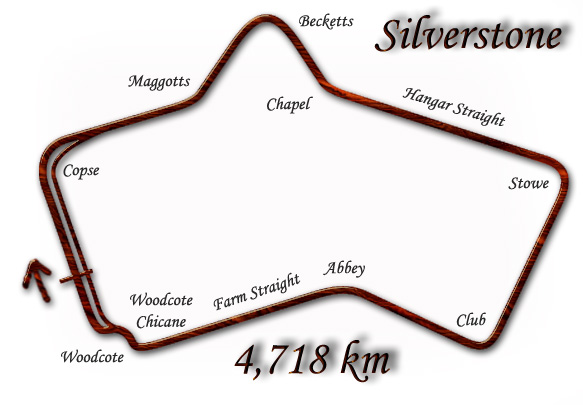
Silverstone circuit (1977-1986)
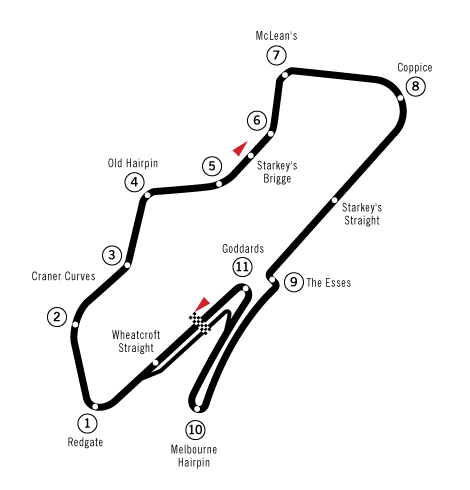
Donington Park (1987–2009)
Silverstone circuit (sinds 2010)

## Resultaten van de Grote Prijs van Groot-Brittannië
| Editie | Jaar | Circuit     | Klasse           | 1e                                               | 2e                                                 | 3e                                              | Poleposition                                      | Snelste ronde                                     |
| ------ | ---- | ----------- | ---------------- | ------------------------------------------------ | -------------------------------------------------- | ----------------------------------------------- | ------------------------------------------------- | ------------------------------------------------- |
| 1      | 1977 | Silverstone | 125 cc           | Pierluigi Conforti (Morbidelli)                  | Eugenio Lazzarini (Morbidelli)                     | Jean-Louis Guignabodet (Morbidelli)             | Pierluigi Conforti (Morbidelli)                   | Eugenio Lazzarini (Morbidelli)                    |
| 1      | 1977 | Silverstone | 250 cc           | Kork Ballington (Yamaha)                         | Aldo Nannini (Yamaha)                              | Eric Saul (Yamaha)                              | Takazumi Katayama (Yamaha)                        | Eric Saul (Yamaha)                                |
| 1      | 1977 | Silverstone | 350 cc           | Kork Ballington (Yamaha)                         | Olivier Chevallier (Yamaha)                        | John Williams (Yamaha)                          | Kork Ballington (Yamaha)                          | Kork Ballington (Yamaha)                          |
| 1      | 1977 | Silverstone | 500 cc           | Pat Hennen (Suzuki)                              | Steve Baker (Yamaha)                               | Teuvo Länsivuori (Suzuki)                       | Barry Sheene (Suzuki)                             | Steve Parrish (Suzuki)                            |
| 1      | 1977 | Silverstone | Zijspannen       | Werner Schwärzel / Andreas Huber (ARO-Fath)      | Rolf Steinhausen / Wolfgang Kalauch (Busch-Yamaha) | George O'Dell / Cliff Holland (Seymaz-Yamaha)   | Rolf Biland / Kenneth Williams (Seymaz-Yamaha)    | Werner Schwärzel / Andreas Huber (ARO-Fath)       |
|        |      |             |                  |                                                  |                                                    |                                                 |                                                   |                                                   |
| 2      | 1978 | Silverstone | 125 cc           | Ángel Nieto (Minarelli)                          | Clive Horton (Morbidelli)                          | Eugenio Lazzarini (MBA)                         | Eugenio Lazzarini (MBA)                           | Eugenio Lazzarini (MBA)                           |
| 2      | 1978 | Silverstone | 250 cc           | Toni Mang (Kawasaki)                             | Tom Herron (Yamaha)                                | Raymond Roche (Yamaha)                          | Kork Ballington (Kawasaki)                        | Toni Mang (Kawasaki)                              |
| 2      | 1978 | Silverstone | 350 cc           | Kork Ballington (Kawasaki)                       | Tom Herron (Yamaha)                                | Mick Grant (Kawasaki)                           | Kork Ballington (Kawasaki)                        | Tom Herron (Yamaha)                               |
| 2      | 1978 | Silverstone | 500 cc           | Kenny Roberts sr. (Yamaha)                       | Steve Manship (Suzuki)                             | Barry Sheene (Suzuki)                           | Michel Rougerie (Suzuki)                          | Kenny Roberts sr. (Yamaha)                        |
| 2      | 1978 | Silverstone | Zijspannen       | Alain Michel / Stuart Collins (Seymaz-Yamaha)    | Rolf Biland / Kenneth Williams (BEO-Yamaha)        | Jock Taylor / James Neil (Windle-Yamaha)        | Rolf Biland / Kenneth Williams (BEO-Yamaha)       | Rolf Biland / Kenneth Williams (BEO-Yamaha)       |
|        |      |             |                  |                                                  |                                                    |                                                 |                                                   |                                                   |
| 3      | 1979 | Silverstone | 125 cc           | Ángel Nieto (Minarelli)                          | Gert Bender (Bender)                               | Guy Bertin (Motobécane)                         | Hans Müller (MBA)                                 | Pier Paolo Bianchi (Minarelli)                    |
| 3      | 1979 | Silverstone | 250 cc           | Kork Ballington (Kawasaki)                       | Randy Mamola (Yamaha)                              | Toni Mang (Kawasaki)                            | Kork Ballington (Kawasaki)                        | Kork Ballington (Kawasaki)                        |
| 3      | 1979 | Silverstone | 350 cc           | Kork Ballington (Kawasaki)                       | Gregg Hansford (Kawasaki)                          | Jeffrey Sayle (Yamaha)                          | Eric Saul (Adriatica)                             | Kork Ballington (Kawasaki)                        |
| 3      | 1979 | Silverstone | 500 cc           | Kenny Roberts sr. (Yamaha)                       | Barry Sheene (Suzuki)                              | Wil Hartog (Suzuki)                             | Kenny Roberts sr. (Yamaha)                        | Barry Sheene (Suzuki)                             |
| 3      | 1979 | Silverstone | Zijspannen (B2A) | Rolf Biland / Kurt Waltisperg (Schmid-Yamaha)    | Jock Taylor / Benga Johansson (Windle-Yamaha)      | Dick Greasley / John Parkins (Yamaha)           | Derek Jones / Brian Ayres (Daytona-Yamaha)        | Jock Taylor / Benga Johansson (Windle-Yamaha)     |
| 3      | 1979 | Silverstone | Zijspannen (B2B) | Alain Michel / Michael Burkhard (Seymaz-Yamaha)  | Bruno Holzer / Karl Meierhans (LCR-Yamaha)         | Masato Kumano / Isao Arifuku (Yamaha)           | Rolf Biland / Kurt Waltisperg (LCR-Yamaha)        | Alain Michel / Michael Burkhard (Seymaz-Yamaha)   |
|        |      |             |                  |                                                  |                                                    |                                                 |                                                   |                                                   |
| 4      | 1980 | Silverstone | 125 cc           | Loris Reggiani (Minarelli)                       | Bruno Kneubühler (MBA)                             | Pier Paolo Bianchi (MBA)                        | Guy Bertin (Motobécane)                           | Ángel Nieto (Minarelli)                           |
| 4      | 1980 | Silverstone | 250 cc           | Kork Ballington (Kawasaki)                       | Toni Mang (Krauser)                                | Thierry Espié (Bimota-Yamaha)                   | Toni Mang (Krauser)                               | Toni Mang (Krauser)                               |
| 4      | 1980 | Silverstone | 350 cc           | Toni Mang (Krauser)                              | Jon Ekerold (Bimota-Yamaha)                        | Eric Saul (Bimota-Yamaha)                       | Toni Mang (Krauser)                               | Toni Mang (Krauser)                               |
| 4      | 1980 | Silverstone | 500 cc           | Randy Mamola (Suzuki)                            | Kenny Roberts sr. (Yamaha)                         | Marco Lucchinelli (Suzuki)                      | Kenny Roberts sr. (Yamaha)                        | Kenny Roberts sr. (Yamaha)                        |
| 4      | 1980 | Silverstone | Zijspannen       | Derek Jones / Brian Ayres (Ireson-Yamaha)        | Jock Taylor / Benga Johansson (Windle-Yamaha)      | George O'Dell / Kenneth Williams (Yamaha)       | Jock Taylor / Benga Johansson (Windle-Yamaha)     | Derek Jones / Brian Ayres (Ireson-Yamaha)         |
|        |      |             |                  |                                                  |                                                    |                                                 |                                                   |                                                   |
| 5      | 1981 | Silverstone | 125 cc           | Ángel Nieto (Minarelli)                          | Jacques Bolle (Motobécane)                         | Hugo Vignetti (MBA)                             | Jacques Bolle (Motobécane)                        | Ángel Nieto (Minarelli)                           |
| 5      | 1981 | Silverstone | 250 cc           | Toni Mang (Kawasaki)                             | Roland Freymond (Ad Maiora)                        | Graeme McGregor (Kawasaki)                      | Toni Mang (Kawasaki)                              | Richard Schlachter (Yamaha)                       |
| 5      | 1981 | Silverstone | 350 cc           | Toni Mang (Kawasaki)                             | Keith Huewen (Yamaha)                              | Jean-François Baldé (Kawasaki)                  | Toni Mang (Kawasaki)                              | Didier de Radiguès (Yamaha)                       |
| 5      | 1981 | Silverstone | 500 cc           | Jack Middelburg (Suzuki)                         | Kenny Roberts sr. (Yamaha)                         | Randy Mamola (Suzuki)                           | Graeme Crosby (Suzuki)                            | Kork Ballington (Kawasaki)                        |
| 5      | 1981 | Silverstone | Zijspannen       | Rolf Biland / Kurt Waltisperg (LCR-Yamaha)       | Derek Jones / Brian Ayres (Yamaha)                 | Alain Michel / Michael Burkhard (Seymaz-Yamaha) | onbekend                                          | Rolf Biland / Kurt Waltisperg (LCR-Yamaha)        |
|        |      |             |                  |                                                  |                                                    |                                                 |                                                   |                                                   |
| 6      | 1982 | Silverstone | 125 cc           | Ángel Nieto (Garelli)                            | Ricardo Tormo (Sanvenero)                          | Pier Paolo Bianchi (Sanvenero)                  | Ángel Nieto (Garelli)                             | Ángel Nieto (Garelli)                             |
| 6      | 1982 | Silverstone | 250 cc           | Martin Wimmer (Yamaha)                           | Toni Mang (Kawasaki)                               | Jean-Louis Tournadre (Yamaha)                   | Martin Wimmer (Yamaha)                            | Toni Mang (Kawasaki)                              |
| 6      | 1982 | Silverstone | 350 cc           | Jean-François Baldé (Kawasaki)                   | Didier de Radiguès (Chevallier-Yamaha)             | Toni Mang (Kawasaki)                            | Martin Wimmer (Yamaha)                            | Jean-François Baldé (Kawasaki)                    |
| 6      | 1982 | Silverstone | 500 cc           | Franco Uncini (Suzuki)                           | Freddie Spencer (Honda)                            | Graeme Crosby (Yamaha)                          | Franco Uncini (Suzuki)                            | Graeme Crosby (Yamaha)                            |
| 6      | 1982 | Silverstone | Zijspannen       | Egbert Streuer / Bernard Schnieders (LCR-Yamaha) | Werner Schwärzel / Andreas Huber (Seymaz-Yamaha)   | Steve Abbott / Shaun Smith (Yamaha)             | Rolf Biland / Kurt Waltisperg (LCR-Yamaha)        | Egbert Streuer / Bernard Schnieders (LCR-Yamaha)  |
|        |      |             |                  |                                                  |                                                    |                                                 |                                                   |                                                   |
| 7      | 1983 | Silverstone | 125 cc           | Ángel Nieto (Garelli)                            | Bruno Kneubühler (MBA)                             | Hans Müller (Seel-MBA)                          | Ricardo Tormo (MBA)                               | Ángel Nieto (Garelli)                             |
| 7      | 1983 | Silverstone | 250 cc           | Jacques Bolle (Pernod)                           | Thierry Espié (Chevallier-Yamaha)                  | Christian Sarron (Yamaha)                       | Patrick Fernandez (Yamaha)                        | Jacques Bolle (Pernod)                            |
| 7      | 1983 | Silverstone | 500 cc           | Kenny Roberts sr. (Yamaha)                       | Freddie Spencer (Honda)                            | Randy Mamola (Suzuki)                           | Kenny Roberts sr. (Yamaha)                        | Kenny Roberts sr. (Yamaha)                        |
| 7      | 1983 | Silverstone | Zijspannen       | Egbert Streuer / Bernard Schnieders (LCR-Yamaha) | Alain Michel / Claude Monchaud (LCR-Yamaha)        | Derek Jones / Brian Ayres (LCR-Yamaha)          | Egbert Streuer / Bernard Schnieders (LCR-Yamaha)  | Egbert Streuer / Bernard Schnieders (LCR-Yamaha)  |
|        |      |             |                  |                                                  |                                                    |                                                 |                                                   |                                                   |
| 8      | 1984 | Silverstone | 125 cc           | Ángel Nieto (Garelli)                            | Jean-Claude Selini (MBA)                           | Fausto Gresini (Garelli)                        | Bruno Kneubühler (MBA)                            | Ángel Nieto (Garelli)                             |
| 8      | 1984 | Silverstone | 250 cc           | Christian Sarron (Yamaha)                        | Andy Watts (EMC-Rotax)                             | Carlos Lavado (Yamaha)                          | Manfred Herweh (Real-Rotax)                       | Christian Sarron (Yamaha)                         |
| 8      | 1984 | Silverstone | 500 cc           | Randy Mamola (Honda)                             | Eddie Lawson (Yamaha)                              | Ron Haslam (Honda)                              | Raymond Roche (Honda)                             | Randy Mamola (Honda)                              |
| 8      | 1984 | Silverstone | Zijspannen       | Egbert Streuer / Bernard Schnieders (LCR-Yamaha) | Rolf Biland / Kurt Waltisperg (LCR-Yamaha)         | Werner Schwärzel / Andreas Huber (LCR-Yamaha)   | Rolf Biland / Kurt Waltisperg (LCR-Yamaha)        | Rolf Biland / Kurt Waltisperg (LCR-Yamaha)        |
|        |      |             |                  |                                                  |                                                    |                                                 |                                                   |                                                   |
| 9      | 1985 | Silverstone | 125 cc           | August Auinger (MBA)                             | Pier Paolo Bianchi (MBA)                           | Jean-Claude Selini (MBA)                        | Ezio Gianola (Garelli)                            | August Auinger (MBA)                              |
| 9      | 1985 | Silverstone | 250 cc           | Toni Mang (Honda)                                | Reinhold Roth (Juchem-Yamaha)                      | Manfred Herweh (Real-Rotax)                     | Carlos Lavado (Yamaha)                            | Manfred Herweh (Real-Rotax)                       |
| 9      | 1985 | Silverstone | 500 cc           | Freddie Spencer (Honda)                          | Eddie Lawson (Yamaha)                              | Christian Sarron (Yamaha)                       | Freddie Spencer (Honda)                           | Freddie Spencer (Honda)                           |
| 9      | 1985 | Silverstone | Zijspannen       | Wegens zware regenval afgelast.                  | Wegens zware regenval afgelast.                    | Wegens zware regenval afgelast.                 | Egbert Streuer / Bernard Schnieders (LCR-Yamaha)  | –                                                 |
|        |      |             |                  |                                                  |                                                    |                                                 |                                                   |                                                   |
| 10     | 1986 | Silverstone | 80 cc            | Ian McConnachie (Krauser)                        | Stefan Dörflinger (Krauser)                        | Jorge Martínez (Derbi)                          | Stefan Dörflinger (Krauser)                       | Stefan Dörflinger (Krauser)                       |
| 10     | 1986 | Silverstone | 125 cc           | August Auinger (MBA)                             | Domenico Brigaglia (Ducados-MBA)                   | Luca Cadalora (Garelli)                         | Bruno Kneubühler (LCR-MBA)                        | August Auinger (MBA)                              |
| 10     | 1986 | Silverstone | 250 cc           | Dominique Sarron (Honda)                         | Carlos Lavado (Yamaha)                             | Sito Pons (Honda)                               | Carlos Lavado (Yamaha)                            | Carlos Lavado (Yamaha)                            |
| 10     | 1986 | Silverstone | 500 cc           | Wayne Gardner (Honda)                            | Didier de Radiguès (Honda)                         | Eddie Lawson (Yamaha)                           | Wayne Gardner (Honda)                             | Eddie Lawson (Yamaha)                             |
| 10     | 1986 | Silverstone | Zijspannen       | Egbert Streuer / Bernard Schnieders (LCR-Yamaha) | Steve Webster / Tony Hewitt (LCR-Yamaha)           | Markus Egloff / Urs Egloff (LCR-Yamaha)         | Rolf Biland / Kurt Waltisperg (LCR-Krauser)       | Egbert Streuer / Bernard Schnieders (LCR-Yamaha)  |
|        |      |             |                  |                                                  |                                                    |                                                 |                                                   |                                                   |
| 11     | 1987 | Donington   | 80 cc            | Jorge Martínez (Derbi)                           | Ian McConnachie (Krauser)                          | Gerhard Waibel (Krauser)                        | Jorge Martínez (Derbi)                            | Jorge Martínez (Derbi)                            |
| 11     | 1987 | Donington   | 125 cc           | Fausto Gresini (Garelli)                         | Pier Paolo Bianchi (MBA)                           | Jean-Claude Selini (MBA)                        | Bruno Casanova (Garelli)                          | Fausto Gresini (Garelli)                          |
| 11     | 1987 | Donington   | 250 cc           | Toni Mang (Honda)                                | Loris Reggiani (Aprilia-Rotax)                     | Martin Wimmer (Yamaha)                          | Patrick Igoa (Yamaha)                             | Martin Wimmer (Yamaha)                            |
| 11     | 1987 | Donington   | 500 cc           | Eddie Lawson (Yamaha)                            | Wayne Gardner (Honda)                              | Randy Mamola (Yamaha)                           | Wayne Gardner (Honda)                             | Tadahiko Taira (Yamaha)                           |
| 11     | 1987 | Donington   | Zijspannen       | Steve Webster / Tony Hewitt (LCR-Krauser)        | Egbert Streuer / Bernard Schnieders (LCR-Yamaha)   | Rolf Steinhausen / Bruno Hiller (Busch-Yamaha)  | Rolf Biland / Kurt Waltisperg (LCR-Krauser)       | Steve Webster / Tony Hewitt (LCR-Krauser)         |
|        |      |             |                  |                                                  |                                                    |                                                 |                                                   |                                                   |
| 12     | 1988 | Donington   | 125 cc           | Ezio Gianola (Honda)                             | Jorge Martínez (Derbi)                             | Domenico Brigaglia (Gazzaniga-Rotax)            | Ezio Gianola (Honda)                              | Ezio Gianola (Honda)                              |
| 12     | 1988 | Donington   | 250 cc           | Luca Cadalora (Yamaha)                           | Dominique Sarron (Honda)                           | Juan Garriga (Yamaha)                           | Juan Garriga (Yamaha)                             | Juan Garriga (Yamaha)                             |
| 12     | 1988 | Donington   | 500 cc           | Wayne Rainey (Yamaha)                            | Wayne Gardner (Honda)                              | Christian Sarron (Yamaha)                       | Wayne Gardner (Honda)                             | Christian Sarron (Yamaha)                         |
| 12     | 1988 | Donington   | Zijspannen       | Steve Webster / Tony Hewitt (LCR-Krauser)        | Rolf Biland / Kurt Waltisperg (LCR-Krauser)        | Alain Michel / Jean-Marc Fresc (LCR-Krauser)    | Rolf Biland / Kurt Waltisperg (LCR-Krauser)       | Rolf Biland / Kurt Waltisperg (LCR-Krauser)       |
|        |      |             |                  |                                                  |                                                    |                                                 |                                                   |                                                   |
| 13     | 1989 | Donington   | 125 cc           | Hans Spaan (Honda)                               | Àlex Crivillé (JJ Cobas-Rotax)                     | Ezio Gianola (Honda)                            | Hans Spaan (Honda)                                | Hans Spaan (Honda)                                |
| 13     | 1989 | Donington   | 250 cc           | Sito Pons (Honda)                                | Reinhold Roth (Honda)                              | Masahiro Shimizu (Honda)                        | Luca Cadalora (Yamaha)                            | Sito Pons (Honda)                                 |
| 13     | 1989 | Donington   | 500 cc           | Kevin Schwantz (Suzuki)                          | Eddie Lawson (Honda)                               | Wayne Rainey (Yamaha)                           | Kevin Schwantz (Suzuki)                           | Eddie Lawson (Honda)                              |
| 13     | 1989 | Donington   | Zijspannen       | Steve Webster / Tony Hewitt (LCR-Krauser)        | Egbert Streuer / Geral de Haas (LCR-Yamaha)        | Rolf Biland / Kurt Waltisperg (LCR-Krauser)     | Rolf Biland / Kurt Waltisperg (LCR-Krauser)       | Steve Webster / Tony Hewitt (LCR-Krauser)         |
|        |      |             |                  |                                                  |                                                    |                                                 |                                                   |                                                   |
| 14     | 1990 | Donington   | 125 cc           | Loris Capirossi (Honda)                          | Doriano Romboni (Honda)                            | Hans Spaan (Honda)                              | Stefan Prein (Honda)                              | Hans Spaan (Honda)                                |
| 14     | 1990 | Donington   | 250 cc           | Luca Cadalora (Yamaha)                           | Masahiro Shimizu (Honda)                           | Helmut Bradl (Honda)                            | John Kocinski (Yamaha)                            | Luca Cadalora (Yamaha)                            |
| 14     | 1990 | Donington   | 500 cc           | Kevin Schwantz (Suzuki)                          | Wayne Rainey (Yamaha)                              | Eddie Lawson (Yamaha)                           | Wayne Gardner (Honda)                             | Kevin Schwantz (Suzuki)                           |
| 14     | 1990 | Donington   | Zijspannen       | Egbert Streuer / Geral de Haas (LCR-Yamaha)      | Alain Michel / Simon Birchall (LCR-Krauser)        | Rolf Biland / Kurt Waltisperg (LCR-Krauser)     | Steve Webster / Tony Hewitt (LCR-Krauser)         | Egbert Streuer / Geral de Haas (LCR-Yamaha)       |
|        |      |             |                  |                                                  |                                                    |                                                 |                                                   |                                                   |
| 15     | 1991 | Donington   | 125 cc           | Loris Capirossi (Honda)                          | Fausto Gresini (Honda)                             | Peter Öttl (Bakker-Rotax)                       | Loris Capirossi (Honda)                           | Loris Capirossi (Honda)                           |
| 15     | 1991 | Donington   | 250 cc           | Luca Cadalora (Honda)                            | Carlos Cardús (Honda)                              | Helmut Bradl (Honda)                            | Loris Reggiani (Aprilia)                          | Loris Reggiani (Aprilia)                          |
| 15     | 1991 | Donington   | 500 cc           | Kevin Schwantz (Suzuki)                          | Wayne Rainey (Yamaha)                              | Mick Doohan (Honda)                             | Kevin Schwantz (Suzuki)                           | Kevin Schwantz (Suzuki)                           |
| 15     | 1991 | Donington   | Zijspannen       | Rolf Biland / Kurt Waltisperg (LCR-Honda)        | Steve Webster / Gavin Simmons (LCR-Krauser)        | Egbert Streuer / Peter Brown (LCR-Krauser)      | Rolf Biland / Kurt Waltisperg (LCR-Honda)         | Steve Webster / Gavin Simmons (LCR-Krauser)       |
|        |      |             |                  |                                                  |                                                    |                                                 |                                                   |                                                   |
| 16     | 1992 | Donington   | 125 cc           | Fausto Gresini (Aprilia)                         | Alessandro Gramigni (Aprilia)                      | Noboru Ueda (Honda)                             | Bruno Casanova (Aprilia)                          | Noboru Ueda (Honda)                               |
| 16     | 1992 | Donington   | 250 cc           | Pierfrancesco Chili (Aprilia)                    | Loris Reggiani (Aprilia)                           | Doriano Romboni (Honda)                         | Pierfrancesco Chili (Aprilia)                     | Pierfrancesco Chili (Aprilia)                     |
| 16     | 1992 | Donington   | 500 cc           | Wayne Gardner (Honda)                            | Wayne Rainey (Yamaha)                              | Juan Garriga (Yamaha)                           | Eddie Lawson (Cagiva)                             | Wayne Rainey (Yamaha)                             |
| 16     | 1992 | Donington   | Zijspannen       | Rolf Biland / Kurt Waltisperg (LCR-Krauser)      | Darren Dixon / Andy Hetherington (LCR-Krauser)     | Steve Webster / Gavin Simmons (LCR-ADM)         | Rolf Biland / Kurt Waltisperg (LCR-Krauser)       | Rolf Biland / Kurt Waltisperg (LCR-Krauser)       |
|        |      |             |                  |                                                  |                                                    |                                                 |                                                   |                                                   |
| 17     | 1993 | Donington   | 125 cc           | Dirk Raudies (Honda)                             | Kazuto Sakata (Honda)                              | Ralf Waldmann (Aprilia)                         | Kazuto Sakata (Honda)                             | Kazuto Sakata (Honda)                             |
| 17     | 1993 | Donington   | 250 cc           | Jean-Philippe Ruggia (Aprilia)                   | Loris Capirossi (Honda)                            | Loris Reggiani (Aprilia)                        | Loris Capirossi (Honda)                           | Jean-Philippe Ruggia (Aprilia)                    |
| 17     | 1993 | Donington   | 500 cc           | Luca Cadalora (Yamaha)                           | Wayne Rainey (Yamaha)                              | Niall Mackenzie (ROC-Yamaha)                    | Kevin Schwantz (Suzuki)                           | Luca Cadalora (Yamaha)                            |
| 17     | 1993 | Donington   | Zijspannen       | Rolf Biland / Kurt Waltisperg (LCR-Krauser)      | Derek Brindley / Paul Hutchinson (LCR-ADM)         | Klaus Klaffenböck / Christian Parzer (LCR-ADM)  | Rolf Biland / Kurt Waltisperg (LCR-Krauser)       | Steve Webster / Gavin Simmons (LCR-ADM)           |
|        |      |             |                  |                                                  |                                                    |                                                 |                                                   |                                                   |
| 18     | 1994 | Donington   | 125 cc           | Takeshi Tsujimura (Honda)                        | Stefano Perugini (Aprilia)                         | Peter Öttl (Aprilia)                            | Kazuto Sakata (Aprilia)                           | Peter Öttl (Aprilia)                              |
| 18     | 1994 | Donington   | 250 cc           | Loris Capirossi (Honda)                          | Tadayuki Okada (Honda)                             | Doriano Romboni (Honda)                         | Loris Capirossi (Honda)                           | Loris Capirossi (Honda)                           |
| 18     | 1994 | Donington   | 500 cc           | Kevin Schwantz (Suzuki)                          | Mick Doohan (Honda)                                | Luca Cadalora (Yamaha)                          | Mick Doohan (Honda)                               | Kevin Schwantz (Suzuki)                           |
| 18     | 1994 | Donington   | Zijspannen       | Rolf Biland / Kurt Waltisperg (LCR-BRM)          | Derek Brindley / Paul Hutchinson (LCR-Honda)       | Steve Webster / Adolf Hänni (LCR-Yamaha)        | Rolf Biland / Kurt Waltisperg (LCR-Swissauto)     | Rolf Biland / Kurt Waltisperg (LCR-Swissauto)     |
|        |      |             |                  |                                                  |                                                    |                                                 |                                                   |                                                   |
| 19     | 1995 | Donington   | 125 cc           | Kazuto Sakata (Aprilia)                          | Stefano Perugini (Aprilia)                         | Emilio Alzamora (Honda)                         | Stefano Perugini (Aprilia)                        | Stefano Perugini (Aprilia)                        |
| 19     | 1995 | Donington   | 250 cc           | Max Biaggi (Aprilia)                             | Tetsuya Harada (Yamaha)                            | Ralf Waldmann (Honda)                           | Max Biaggi (Aprilia)                              | Max Biaggi (Aprilia)                              |
| 19     | 1995 | Donington   | 500 cc           | Mick Doohan (Honda)                              | Daryl Beattie (Suzuki)                             | Àlex Crivillé (Honda)                           | Mick Doohan (Honda)                               | Mick Doohan (Honda)                               |
| 19     | 1995 | Donington   | Zijspannen       | Rolf Biland / Kurt Waltisperg (LCR-BRM)          | Markus Bösiger / Jürg Egli (LCR-ADM)               | Ralph Bohnhorst / Peter Brown (LCR-BRM)         | Rolf Biland / Kurt Waltisperg (LCR-BRM)           | Klaus Klaffenböck / Christian Parzer (Windle-BRM) |
|        |      |             |                  |                                                  |                                                    |                                                 |                                                   |                                                   |
| 20     | 1996 | Donington   | 125 cc           | Stefano Perugini (Aprilia)                       | Masaki Tokudome (Aprilia)                          | Tomomi Manako (Honda)                           | Masaki Tokudome (Aprilia)                         | Masaki Tokudome (Aprilia)                         |
| 20     | 1996 | Donington   | 250 cc           | Max Biaggi (Aprilia)                             | Ralf Waldmann (Honda)                              | Olivier Jacque (Honda)                          | Olivier Jacque (Honda)                            | Max Biaggi (Aprilia)                              |
| 20     | 1996 | Donington   | 500 cc           | Mick Doohan (Honda)                              | Àlex Crivillé (Honda)                              | Norick Abe (Yamaha)                             | Mick Doohan (Honda)                               | Scott Russell (Suzuki)                            |
| 20     | 1996 | Donington   | Zijspannen       | Darren Dixon / Andy Hetherington (Windle-ADM)    | Rolf Biland / Kurt Waltisperg (LCR-BRM-Swissauto)  | Steve Webster / David James (LCR-ADM)           | Rolf Biland / Kurt Waltisperg (LCR-BRM-Swissauto) | Steve Abbott / Jamie Biggs (Windle-ADM)           |
|        |      |             |                  |                                                  |                                                    |                                                 |                                                   |                                                   |
| 21     | 1997 | Donington   | 125 cc           | Valentino Rossi (Aprilia)                        | Masaki Tokudome (Aprilia)                          | Noboru Ueda (Honda)                             | Youichi Ui (Yamaha)                               | Noboru Ueda (Honda)                               |
| 21     | 1997 | Donington   | 250 cc           | Ralf Waldmann (Honda)                            | Tetsuya Harada (Aprilia)                           | Loris Capirossi (Aprilia)                       | Loris Capirossi (Aprilia)                         | Tetsuya Harada (Aprilia)                          |
| 21     | 1997 | Donington   | 500 cc           | Mick Doohan (Honda)                              | Tadayuki Okada (Honda)                             | Alex Barros (Honda)                             | Mick Doohan (Honda)                               | Mick Doohan (Honda)                               |
|        |      |             |                  |                                                  |                                                    |                                                 |                                                   |                                                   |
| 22     | 1998 | Donington   | 125 cc           | Kazuto Sakata (Aprilia)                          | Mirko Giansanti (Honda)                            | Youichi Ui (Yamaha)                             | Kazuto Sakata (Aprilia)                           | Kazuto Sakata (Aprilia)                           |
| 22     | 1998 | Donington   | 250 cc           | Loris Capirossi (Aprilia)                        | Tetsuya Harada (Aprilia)                           | Stefano Perugini (Honda)                        | Loris Capirossi (Aprilia)                         | Loris Capirossi (Aprilia)                         |
| 22     | 1998 | Donington   | 500 cc           | Simon Crafar (Yamaha)                            | Mick Doohan (Honda)                                | Norick Abe (Yamaha)                             | Simon Crafar (Yamaha)                             | Simon Crafar (Yamaha)                             |
| 22     | 1998 | Donington   | Zijspannen       | Steve Webster / David James (LCR-Honda)          | Paul Güdel / Charly Güdel (LCR-Swissauto)          | Klaus Klaffenböck / Adolf Hänni (LCR-ADM)       | onbekend                                          | onbekend                                          |
|        |      |             |                  |                                                  |                                                    |                                                 |                                                   |                                                   |
| 22     | 1999 | Donington   | 125 cc           | Masao Azuma (Honda)                              | Noboru Ueda (Honda)                                | Emilio Alzamora (Honda)                         | Gianluigi Scalvini (Aprilia)                      | Roberto Locatelli (Aprilia)                       |
| 22     | 1999 | Donington   | 250 cc           | Valentino Rossi (Aprilia)                        | Loris Capirossi (Honda)                            | Shinya Nakano (Yamaha)                          | Loris Capirossi (Honda)                           | Loris Capirossi (Honda)                           |
| 22     | 1999 | Donington   | 500 cc           | Àlex Crivillé (Honda)                            | Tadayuki Okada (Honda)                             | Tetsuya Harada (Aprilia)                        | Tadayuki Okada (Honda)                            | Àlex Crivillé (Honda)                             |
|        |      |             |                  |                                                  |                                                    |                                                 |                                                   |                                                   |
| 23     | 2000 | Donington   | 125 cc           | Youichi Ui (Derbi)                               | Emilio Alzamora (Honda)                            | Noboru Ueda (Honda)                             | Youichi Ui (Derbi)                                | Masao Azuma (Honda)                               |
| 23     | 2000 | Donington   | 250 cc           | Ralf Waldmann (Aprilia)                          | Olivier Jacque (Yamaha)                            | Naoki Matsudo (Yamaha)                          | Olivier Jacque (Yamaha)                           | Jamie Robinson (Aprilia)                          |
| 23     | 2000 | Donington   | 500 cc           | Valentino Rossi (Honda)                          | Kenny Roberts jr. (Suzuki)                         | Jeremy McWilliams (Aprilia)                     | Alex Barros (Honda)                               | Garry McCoy (Yamaha)                              |
|        |      |             |                  |                                                  |                                                    |                                                 |                                                   |                                                   |
| 24     | 2001 | Donington   | 125 cc           | Youichi Ui (Derbi)                               | Toni Elías (Honda)                                 | Manuel Poggiali (Gilera)                        | Toni Elías (Honda)                                | Youichi Ui (Derbi)                                |
| 24     | 2001 | Donington   | 250 cc           | Daijiro Kato (Honda)                             | Roberto Rolfo (Aprilia)                            | Marco Melandri (Aprilia)                        | Tetsuya Harada (Aprilia)                          | Daijiro Kato (Honda)                              |
| 24     | 2001 | Donington   | 500 cc           | Valentino Rossi (Honda)                          | Max Biaggi (Yamaha)                                | Alex Barros (Honda)                             | Max Biaggi (Yamaha)                               | Valentino Rossi (Honda)                           |
|        |      |             |                  |                                                  |                                                    |                                                 |                                                   |                                                   |
| 25     | 2002 | Donington   | 125 cc           | Arnaud Vincent (Aprilia)                         | Dani Pedrosa (Honda)                               | Manuel Poggiali (Gilera)                        | Manuel Poggiali (Gilera)                          | Lucio Cecchinello (Aprilia)                       |
| 25     | 2002 | Donington   | 250 cc           | Marco Melandri (Aprilia)                         | Fonsi Nieto (Aprilia)                              | Toni Elías (Aprilia)                            | Fonsi Nieto (Aprilia)                             | Fonsi Nieto (Aprilia)                             |
| 25     | 2002 | Donington   | MotoGP           | Valentino Rossi (Honda)                          | Max Biaggi (Yamaha)                                | Alex Barros (Honda)                             | Valentino Rossi (Honda)                           | Valentino Rossi (Honda)                           |
|        |      |             |                  |                                                  |                                                    |                                                 |                                                   |                                                   |
| 26     | 2003 | Donington   | 125 cc           | Héctor Barberá (Aprilia)                         | Andrea Dovizioso (Honda)                           | Stefano Perugini (Aprilia)                      | Stefano Perugini (Aprilia)                        | Lucio Cecchinello (Aprilia)                       |
| 26     | 2003 | Donington   | 250 cc           | Fonsi Nieto (Aprilia)                            | Manuel Poggiali (Aprilia)                          | Anthony West (Aprilia)                          | Fonsi Nieto (Aprilia)                             | Manuel Poggiali (Aprilia)                         |
| 26     | 2003 | Donington   | MotoGP           | Max Biaggi (Honda)                               | Sete Gibernau (Honda)                              | Valentino Rossi (Honda)                         | Max Biaggi (Honda)                                | Valentino Rossi (Honda)                           |
|        |      |             |                  |                                                  |                                                    |                                                 |                                                   |                                                   |
| 27     | 2004 | Donington   | 125 cc           | Andrea Dovizioso (Honda)                         | Álvaro Bautista (Aprilia)                          | Jorge Lorenzo (Derbi)                           | Andrea Dovizioso (Honda)                          | Álvaro Bautista (Aprilia)                         |
| 27     | 2004 | Donington   | 250 cc           | Dani Pedrosa (Honda)                             | Sebastián Porto (Aprilia)                          | Randy de Puniet (Aprilia)                       | Alex de Angelis (Aprilia)                         | Dani Pedrosa (Honda)                              |
| 27     | 2004 | Donington   | MotoGP           | Valentino Rossi (Yamaha)                         | Colin Edwards (Honda)                              | Sete Gibernau (Honda)                           | Valentino Rossi (Yamaha)                          | Colin Edwards (Honda)                             |
|        |      |             |                  |                                                  |                                                    |                                                 |                                                   |                                                   |
| 28     | 2005 | Donington   | 125 cc           | Julián Simón (KTM)                               | Mike Di Meglio (Honda)                             | Fabrizio Lai (Honda)                            | Mika Kallio (KTM)                                 | Álvaro Bautista (Honda)                           |
| 28     | 2005 | Donington   | 250 cc           | Randy de Puniet (Aprilia)                        | Anthony West (KTM)                                 | Casey Stoner (Aprilia)                          | Dani Pedrosa (Honda)                              | Anthony West (KTM)                                |
| 28     | 2005 | Donington   | MotoGP           | Valentino Rossi (Yamaha)                         | Kenny Roberts jr. (Suzuki)                         | Alex Barros (Honda)                             | Valentino Rossi (Yamaha)                          | Valentino Rossi (Yamaha)                          |
|        |      |             |                  |                                                  |                                                    |                                                 |                                                   |                                                   |
| 29     | 2006 | Donington   | 125 cc           | Álvaro Bautista (Aprilia)                        | Mika Kallio (KTM)                                  | Mattia Pasini (Aprilia)                         | Álvaro Bautista (Aprilia)                         | Álvaro Bautista (Aprilia)                         |
| 29     | 2006 | Donington   | 250 cc           | Jorge Lorenzo (Aprilia)                          | Alex de Angelis (Aprilia)                          | Shuhei Aoyama (Honda)                           | Jorge Lorenzo (Aprilia)                           | Andrea Dovizioso (Honda)                          |
| 29     | 2006 | Donington   | MotoGP           | Dani Pedrosa (Honda)                             | Valentino Rossi (Yamaha)                           | Marco Melandri (Honda)                          | Dani Pedrosa (Honda)                              | Dani Pedrosa (Honda)                              |
|        |      |             |                  |                                                  |                                                    |                                                 |                                                   |                                                   |
| 30     | 2007 | Donington   | 125 cc           | Mattia Pasini (Aprilia)                          | Tomoyoshi Koyama (KTM)                             | Héctor Faubel (Aprilia)                         | Mattia Pasini (Aprilia)                           | Mattia Pasini (Aprilia)                           |
| 30     | 2007 | Donington   | 250 cc           | Andrea Dovizioso (Honda)                         | Alex de Angelis (Aprilia)                          | Hiroshi Aoyama (KTM)                            | Alex de Angelis (Aprilia)                         | Alex de Angelis (Aprilia)                         |
| 30     | 2007 | Donington   | MotoGP           | Casey Stoner (Ducati)                            | Colin Edwards (Yamaha)                             | Chris Vermeulen (Suzuki)                        | Colin Edwards (Yamaha)                            | Toni Elías (Honda)                                |
|        |      |             |                  |                                                  |                                                    |                                                 |                                                   |                                                   |
| 31     | 2008 | Donington   | 125 cc           | Scott Redding (Aprilia)                          | Mike Di Meglio (Derbi)                             | Marc Márquez (KTM)                              | Simone Corsi (Aprilia)                            | Scott Redding (Aprilia)                           |
| 31     | 2008 | Donington   | 250 cc           | Mika Kallio (KTM)                                | Marco Simoncelli (Aprilia)                         | Álvaro Bautista (Aprilia)                       | Álvaro Bautista (Aprilia)                         | Marco Simoncelli (Aprilia)                        |
| 31     | 2008 | Donington   | MotoGP           | Casey Stoner (Ducati)                            | Valentino Rossi (Yamaha)                           | Dani Pedrosa (Honda)                            | Casey Stoner (Ducati)                             | Casey Stoner (Ducati)                             |
|        |      |             |                  |                                                  |                                                    |                                                 |                                                   |                                                   |
| 32     | 2009 | Donington   | 125 cc           | Julián Simón (Aprilia)                           | Simone Corsi (Aprilia)                             | Scott Redding (Aprilia)                         | Bradley Smith (Aprilia)                           | Julián Simón (Aprilia)                            |
| 32     | 2009 | Donington   | 250 cc           | Hiroshi Aoyama (Honda)                           | Álvaro Bautista (Aprilia)                          | Mattia Pasini (Aprilia)                         | Héctor Barberá (Aprilia)                          | Alex Baldolini (Aprilia)                          |
| 32     | 2009 | Donington   | MotoGP           | Andrea Dovizioso (Honda)                         | Colin Edwards (Yamaha)                             | Randy de Puniet (Honda)                         | Valentino Rossi (Yamaha)                          | Jorge Lorenzo (Yamaha)                            |
|        |      |             |                  |                                                  |                                                    |                                                 |                                                   |                                                   |
| 33     | 2010 | Silverstone | 125 cc           | Marc Márquez (Derbi)                             | Pol Espargaró (Derbi)                              | Bradley Smith (Aprilia)                         | Marc Márquez (Derbi)                              | Pol Espargaró (Derbi)                             |
| 33     | 2010 | Silverstone | Moto2            | Jules Cluzel (Suter)                             | Thomas Lüthi (Moriwaki)                            | Julián Simón (Suter)                            | Claudio Corti (Suter)                             | Thomas Lüthi (Moriwaki)                           |
| 33     | 2010 | Silverstone | MotoGP           | Jorge Lorenzo (Yamaha)                           | Andrea Dovizioso (Honda)                           | Ben Spies (Yamaha)                              | Jorge Lorenzo (Yamaha)                            | Jorge Lorenzo (Yamaha)                            |
|        |      |             |                  |                                                  |                                                    |                                                 |                                                   |                                                   |
| 34     | 2011 | Silverstone | 125 cc           | Jonas Folger (Aprilia)                           | Johann Zarco (Derbi)                               | Héctor Faubel (Aprilia)                         | Maverick Viñales (Aprilia)                        | Adrián Martín (Aprilia)                           |
| 34     | 2011 | Silverstone | Moto2            | Stefan Bradl (Kalex)                             | Bradley Smith (Tech 3)                             | Michele Pirro (Moriwaki)                        | Marc Márquez (Suter)                              | Stefan Bradl (Kalex)                              |
| 34     | 2011 | Silverstone | MotoGP           | Casey Stoner (Honda)                             | Andrea Dovizioso (Honda)                           | Colin Edwards (Yamaha)                          | Casey Stoner (Honda)                              | Nicky Hayden (Ducati)                             |
|        |      |             |                  |                                                  |                                                    |                                                 |                                                   |                                                   |
| 35     | 2012 | Silverstone | Moto3            | Maverick Viñales (FTR-Honda)                     | Luis Salom (Kalex-KTM)                             | Sandro Cortese (KTM)                            | Maverick Viñales (FTR-Honda)                      | Sandro Cortese (KTM)                              |
| 35     | 2012 | Silverstone | Moto2            | Pol Espargaró (Kalex)                            | Scott Redding (Kalex)                              | Marc Márquez (Suter)                            | Pol Espargaró (Kalex)                             | Thomas Lüthi (Suter)                              |
| 35     | 2012 | Silverstone | MotoGP           | Jorge Lorenzo (Yamaha)                           | Casey Stoner (Honda)                               | Dani Pedrosa (Honda)                            | Álvaro Bautista (Honda)                           | Jorge Lorenzo (Yamaha)                            |
|        |      |             |                  |                                                  |                                                    |                                                 |                                                   |                                                   |
| 36     | 2013 | Silverstone | Moto3            | Luis Salom (KTM)                                 | Álex Rins (KTM)                                    | Álex Márquez (KTM)                              | Maverick Viñales (KTM)                            | Maverick Viñales (KTM)                            |
| 36     | 2013 | Silverstone | Moto2            | Scott Redding (Kalex)                            | Takaaki Nakagami (Kalex)                           | Thomas Lüthi (Suter)                            | Takaaki Nakagami (Kalex)                          | Esteve Rabat (Kalex)                              |
| 36     | 2013 | Silverstone | MotoGP           | Jorge Lorenzo (Yamaha)                           | Marc Márquez (Honda)                               | Dani Pedrosa (Honda)                            | Marc Márquez (Honda)                              | Marc Márquez (Honda)                              |
|        |      |             |                  |                                                  |                                                    |                                                 |                                                   |                                                   |
| 37     | 2014 | Silverstone | Moto3            | Álex Rins (Honda)                                | Álex Márquez (Honda)                               | Enea Bastianini (KTM)                           | Álex Rins (Honda)                                 | Jakub Kornfeil (KTM)                              |
| 37     | 2014 | Silverstone | Moto2            | Esteve Rabat (Kalex)                             | Mika Kallio (Kalex)                                | Maverick Viñales (Kalex)                        | Johann Zarco (Caterham-Suter)                     | Esteve Rabat (Kalex)                              |
| 37     | 2014 | Silverstone | MotoGP           | Marc Márquez (Honda)                             | Jorge Lorenzo (Yamaha)                             | Valentino Rossi (Yamaha)                        | Marc Márquez (Honda)                              | Marc Márquez (Honda)                              |
|        |      |             |                  |                                                  |                                                    |                                                 |                                                   |                                                   |
| 38     | 2015 | Silverstone | Moto3            | Danny Kent (Honda)                               | Jakub Kornfeil (KTM)                               | Niccolò Antonelli (Honda)                       | Jorge Navarro (Honda)                             | Danny Kent (Honda)                                |
| 38     | 2015 | Silverstone | Moto2            | Johann Zarco (Kalex)                             | Álex Rins (Kalex)                                  | Esteve Rabat (Kalex)                            | Sam Lowes (Speed Up)                              | Florian Alt (Suter)                               |
| 38     | 2015 | Silverstone | MotoGP           | Valentino Rossi (Yamaha)                         | Danilo Petrucci (Ducati)                           | Andrea Dovizioso (Ducati)                       | Marc Márquez (Honda)                              | Valentino Rossi (Yamaha)                          |
|        |      |             |                  |                                                  |                                                    |                                                 |                                                   |                                                   |
| 39     | 2016 | Silverstone | Moto3            | Brad Binder (KTM)                                | Francesco Bagnaia (Mahindra)                       | Bo Bendsneyder (KTM)                            | Francesco Bagnaia (Mahindra)                      | Nicolò Bulega (KTM)                               |
| 39     | 2016 | Silverstone | Moto2            | Thomas Lüthi (Kalex)                             | Franco Morbidelli (Kalex)                          | Takaaki Nakagami (Kalex)                        | Sam Lowes (Kalex)                                 | Thomas Lüthi (Kalex)                              |
| 39     | 2016 | Silverstone | MotoGP           | Maverick Viñales (Suzuki)                        | Cal Crutchlow (Honda)                              | Valentino Rossi (Yamaha)                        | Cal Crutchlow (Honda)                             | Maverick Viñales (Suzuki)                         |
|        |      |             |                  |                                                  |                                                    |                                                 |                                                   |                                                   |
| 40     | 2017 | Silverstone | Moto3            | Arón Canet (Honda)                               | Enea Bastianini (Honda)                            | Jorge Martín (Honda)                            | Romano Fenati (Honda)                             | Jorge Martín (Honda)                              |
| 40     | 2017 | Silverstone | Moto2            | Takaaki Nakagami (Kalex)                         | Mattia Pasini (Kalex)                              | Franco Morbidelli (Kalex)                       | Mattia Pasini (Kalex)                             | Franco Morbidelli (Kalex)                         |
| 40     | 2017 | Silverstone | MotoGP           | Andrea Dovizioso (Ducati)                        | Maverick Viñales (Yamaha)                          | Valentino Rossi (Yamaha)                        | Marc Márquez (Honda)                              | Marc Márquez (Honda)                              |
|        |      |             |                  |                                                  |                                                    |                                                 |                                                   |                                                   |
| 41     | 2018 | Silverstone | Moto3            | Afgelast vanwege zware regenval                  | Afgelast vanwege zware regenval                    | Afgelast vanwege zware regenval                 | Jorge Martín (Honda)                              | Afgelast vanwege zware regenval                   |
| 41     | 2018 | Silverstone | Moto2            | Afgelast vanwege zware regenval                  | Afgelast vanwege zware regenval                    | Afgelast vanwege zware regenval                 | Francesco Bagnaia (Kalex)                         | Afgelast vanwege zware regenval                   |
| 41     | 2018 | Silverstone | MotoGP           | Afgelast vanwege zware regenval                  | Afgelast vanwege zware regenval                    | Afgelast vanwege zware regenval                 | Jorge Lorenzo (Ducati)                            | Afgelast vanwege zware regenval                   |
|        |      |             |                  |                                                  |                                                    |                                                 |                                                   |                                                   |
| 42     | 2019 | Silverstone | Moto3            | Marcos Ramírez (Honda)                           | Tony Arbolino (Honda)                              | Lorenzo Dalla Porta (Honda)                     | Tony Arbolino (Honda)                             | Tatsuki Suzuki (Honda)                            |
| 42     | 2019 | Silverstone | Moto2            | Augusto Fernández (Kalex)                        | Jorge Navarro (Speed Up)                           | Brad Binder (KTM)                               | Álex Márquez (Kalex)                              | Augusto Fernández (Kalex)                         |
| 42     | 2019 | Silverstone | MotoGP           | Álex Rins (Suzuki)                               | Marc Márquez (Honda)                               | Maverick Viñales (Yamaha)                       | Marc Márquez (Honda)                              | Marc Márquez (Honda)                              |
|        |      |             |                  |                                                  |                                                    |                                                 |                                                   |                                                   |
| 43     | 2021 | Silverstone | Moto3            | Romano Fenati (Husqvarna)                        | Niccolò Antonelli (KTM)                            | Dennis Foggia (Honda)                           | Romano Fenati (Husqvarna)                         | Izan Guevara (GasGas)                             |
| 43     | 2021 | Silverstone | Moto2            | Remy Gardner (Kalex)                             | Marco Bezzecchi (Kalex)                            | Jorge Navarro (Boscoscuro)                      | Marco Bezzecchi (Kalex)                           | Jorge Navarro (Boscoscuro)                        |
| 43     | 2021 | Silverstone | MotoGP           | Fabio Quartararo (Yamaha)                        | Álex Rins (Suzuki)                                 | Aleix Espargaró (Aprilia)                       | Pol Espargaró (Honda)                             | Fabio Quartararo (Yamaha)                         |
|        |      |             |                  |                                                  |                                                    |                                                 |                                                   |                                                   |
| 44     | 2022 | Silverstone | Moto3            | Dennis Foggia (Honda)                            | Jaume Masiá (KTM)                                  | Deniz Öncü (KTM)                                | Diogo Moreira (KTM)                               | Deniz Öncü (KTM)                                  |
| 44     | 2022 | Silverstone | Moto2            | Augusto Fernández (Kalex)                        | Alonso López (Boscoscuro)                          | Jake Dixon (Kalex)                              | Augusto Fernández (Kalex)                         | Augusto Fernández (Kalex)                         |
| 44     | 2022 | Silverstone | MotoGP           | Francesco Bagnaia (Ducati)                       | Maverick Viñales (Aprilia)                         | Jack Miller (Ducati)                            | Johann Zarco (Ducati)                             | Álex Rins (Suzuki)                                |
|        |      |             |                  |                                                  |                                                    |                                                 |                                                   |                                                   |
| 45     | 2023 | Silverstone | MotoE            | Randy Krummenacher (Ducati)                      | Kevin Manfredi (Ducati)                            | Eric Granado (Ducati)                           | Eric Granado (Ducati)                             | Kevin Manfredi (Ducati)                           |
| 45     | 2023 | Silverstone | MotoE            | Mattia Casadei (Ducati)                          | Eric Granado (Ducati)                              | Nicholas Spinelli (Ducati)                      | Eric Granado (Ducati)                             | Mattia Casadei (Ducati)                           |
| 45     | 2023 | Silverstone | Moto3            | David Alonso (GasGas)                            | Ayumu Sasaki (Husqvarna)                           | Daniel Holgado (KTM)                            | Jaume Masiá (Honda)                               | Collin Veijer (Husqvarna)                         |
| 45     | 2023 | Silverstone | Moto2            | Fermín Aldeguer (Boscoscuro)                     | Arón Canet (Kalex)                                 | Pedro Acosta (Kalex)                            | Pedro Acosta (Kalex)                              | Fermín Aldeguer (Boscoscuro)                      |
| 45     | 2023 | Silverstone | MotoGP           | Aleix Espargaró (Aprilia)                        | Francesco Bagnaia (Ducati)                         | Brad Binder (KTM)                               | Marco Bezzecchi (Ducati)                          | Aleix Espargaró (Aprilia)                         |
|        |      |             |                  |                                                  |                                                    |                                                 |                                                   |                                                   |
| 46     | 2024 | Silverstone | Moto3            | Iván Ortolá (KTM)                                | David Alonso (CFMoto)                              | Collin Veijer (Husqvarna)                       | Iván Ortolá (KTM)                                 | Adrián Fernández (Honda)                          |
| 46     | 2024 | Silverstone | Moto2            | Jake Dixon (Kalex)                               | Arón Canet (Kalex)                                 | Celestino Vietti (Kalex)                        | Ai Ogura (Boscoscuro)                             | Arón Canet (Kalex)                                |
| 46     | 2024 | Silverstone | MotoGP           | Enea Bastianini (Ducati)                         | Jorge Martín (Ducati)                              | Francesco Bagnaia (Ducati)                      | Aleix Espargaró (Aprilia)                         | Aleix Espargaró (Aprilia)                         |
|        |      |             |                  |                                                  |                                                    |                                                 |                                                   |                                                   |
| 47     | 2025 | Silverstone | Moto3            | José Antonio Rueda (KTM)                         | Máximo Quiles (KTM)                                | Luca Lunetta (Honda)                            | José Antonio Rueda (KTM)                          | Taiyo Furusato (Honda)                            |
| 47     | 2025 | Silverstone | Moto2            | Senna Agius (Kalex)                              | Diogo Moreira (Kalex)                              | David Alonso (Kalex)                            | Arón Canet (Kalex)                                | Manuel González (Kalex)                           |
| 47     | 2025 | Silverstone | MotoGP           | Marco Bezzecchi (Aprilia)                        | Johann Zarco (Honda)                               | Marc Márquez (Ducati)                           | Fabio Quartararo (Yamaha)                         | Marco Bezzecchi (Aprilia)                         |

## Voetnoten
1977 · 1978 · 1979 · 1980 · 1981 · 1982 · 1983 · 1984 · 1985 · 1986 · 1987 · 1988 · 1989 · 1990 · 1991 · 1992 · 1993 · 1994 · 1995 · 1996 · 1997 · 1998 · 1999 · 2000 · 2001 · 2002 · 2003 · 2004 · 2005 · 2006 · 2007 · 2008 · 2009 · 2010 · 2011 · 2012 · 2013 · 2014 · 2015 · 2016 · 2017 · 2018 · 2019 · 2021 · 2022 · 2023 · 2024 · 2025